# Dan Eggen
Dan Eggen (ur. 13 stycznia 1970 w Oslo) – piłkarz norweski grający na pozycji środkowego obrońcy.

## Kariera klubowa
Eggen piłkarską karierę rozpoczął w małym klubie Årvol Oslo, a następnie grywał w innym amatoskim Ready Oslo. Pierwszym profesjonalnym zespołem w karierze Eggena był duński BK Frem, w barwach którego zadebiutował w 1990 roku. Grał tam przez trzy sezony, a największym sukcesem było wywalczenie 3. miejsca w lidze w 1992 roku. W 1993 Eggen przeszedł do Brøndby IF. Także i w tym klubie grał w wyjściowej jedenatsce i był filarem linii obrony. Przez cztery lata dwukrotnie wywalczył mistrzostwo kraju w 1996 i 1997 roku, a w 1994 roku dołożył do tych sukcesów zdobycie Pucharu Danii.
Latem 1997 Eggen przeszedł do Celty Vigo. W Primera División zadebiutował 6 sierpnia w przegranym 1:2 wyjazdowym meczu z Realem Sociedad. W Celcie spędził dwa sezony i zajął z nią odpowiednio 5. i 6. miejsce w lidze, ale nie miał pewnego miejsca w składzie. W 1999 roku Dan przeszedł do Deportivo Alavés i zajął z nim 6. miejsce w La Liga. Natomiast w sezonie 2000/2001 doszedł z tym klubem do finału Pucharu UEFA i wystąpił w nim przez 23 minuty, ale hiszpański klub przegrał z Liverpoolem 4:5. W sezonie 2001/2002 ani razu nie pojawił się na boisku z powodu kontuzji, a na sezon 2002/2003 trafił do Rangers, gdzie również ani razu nie zagrał w Scottish Premier League. W sezonie 2003/2004 Eggen grał we francuskim Le Mans FC, a w 2004 roku w wieku 34 lat zakończył piłkarską karierę.
Obecnie Eggen jest menedżerem zespołu rockowego, El Caco i rozpoczął starania o licencję trenerską w szkole Wang Idrettsgymnas.
| Sezon   | Klub             | Kraj      | Rozgrywki                  | Mecze | Bramki |
| ------- | ---------------- | --------- | -------------------------- | ----- | ------ |
| 1990/91 | BK Frem          | Dania     | Superligaen                | 10    | 2      |
| 1991/92 | BK Frem          | Dania     | Superligaen                | 32    | 6      |
| 1992/93 | BK Frem          | Dania     | Superligaen                | 18    | 5      |
| 1993/94 | Brøndby IF       | Dania     | Superligaen                | 28    | 2      |
| 1994/95 | Brøndby IF       | Dania     | Superligaen                | 29    | 2      |
| 1995/96 | Brøndby IF       | Dania     | Superligaen                | 18    | 0      |
| 1996/97 | Brøndby IF       | Dania     | Superligaen                | 28    | 2      |
| 1997/98 | Celta Vigo       | Hiszpania | Primera División           | 23    | 2      |
| 1998/99 | Celta Vigo       | Hiszpania | Primera División           | 16    | 0      |
| 1999/00 | Deportivo Alavés | Hiszpania | Primera División           | 11    | 0      |
| 2000/01 | Deportivo Alavés | Hiszpania | Primera División           | 30    | 2      |
| 2001/02 | Deportivo Alavés | Hiszpania | Primera División           | 0     | 0      |
| 2002/03 | Rangers          | Szkocja   | Scottish Premier League    | 0     | 0      |
| 2003/04 | Le Mans FC       | Francja   | Ligue 1                    | 21    | 3      |
| 2004/05 | Le Mans FC       | Francja   | Ligue 2                    | 1     | 0      |
|         |                  |           | Łącznie w Superligaen      | 163   | 19     |
|         |                  |           | Łącznie w Primera División | 80    | 4      |
|         |                  |           | Łącznie w Ligue 1          | 21    | 3      |

## Kariera reprezentacyjna
W reprezentacji Norwegii Eggen zadebiutował w 1993 roku. W 1994 roku został powołany przez Egila Olsena do kadry na Mistrzostwa Świata w USA, jednak nie zagrał na nich ani minuty. Natomiast na Mistrzostwach Świata we Francji był już podstawowym zawodnikiem drużyny i doszedł z nią do 1/8 finału, a w grupowym meczu z Marokiem (2:2) zdobył gola. Także na Euro 2000 Eggen był podstawowym zawodnikiem i wystąpił we wszystkich trzech grupowych meczach. Ogółem w kadrze Norwegii wystąpił w 25 meczach i zdobył 2 gole.